# En het einde is de dood
En het einde is de dood is een detectiveverhaal van Agatha Christie. Het boek verscheen oorspronkelijk in de Verenigde Staten in 1944 onder de titel Death Comes as the End en werd uitgegeven door Dodd, Mead and Company. In maart 1945 kwam het boek uit in het Verenigd Koninkrijk. In 1954 werd het boek naar het Nederlands vertaald en wordt sindsdien verdeeld door Luitingh-Sijthoff.

## Achtergrond
Dit werk is het enige van Christie dat zich niet afspeelt in de 20ste eeuw en waarbij de hoofdpersonages niet Europees zijn. Het verhaal speelt zich af in het Egyptische Thebe 2000 jaar voor Christus. Voor dit boek kreeg Christie hulp van haar man, Sir Max Mallowan, een archeoloog in het Midden-Oosten. Ook wordt aangenomen dat dit het eerste werk is waarbij men gebruik maakt van de combinatie historische-detectivefictie.
Verder kreeg Christie ook assistentie van egyptoloog Stephen Glanville betreffende de levenswijze in het toenmalige Egypte. Op zijn aanraden veranderde Christie ook het einde van het boek, iets waar ze later spijt van kreeg. Het verhaal is gebaseerd op bestaande brieven, vertaald door Battiscombe Gunn, van een zekere Heqanakhte aan zijn familie waarin hij klaagt over de behandeling van vrouwen en partners.
Het boek is ook een van de weinige werken van Christie dat geen adaptie heeft als theaterstuk, gehoorspel of film, hoewel de BBC bevestigde dat men wellicht een verfilming zal maken in 2017.

## Verhaal
Het verhaal werd geschreven vanuit het oogpunt van Renisenb, een jonge weduwe. Haar vader Imhotep, een succesvolle moraalpriester, brengt een nieuwe vrouw Nofret met zich mee. Nofret geraakt het niet eens met Imhoteps andere zonen (Yahmose, Sobek en Ipy) en hun vrouwen. Renisenb komt ook te weten dat hun knecht Henet vol haat zit. Hij verafschuwt zowel Renisenb als haar overleden moeder.
Wanneer Imhotep niet thuis is, wordt Nofret op allerlei manieren gepest door Satipy and Kait, de vrouwen van respectievelijk Yahmose en Sobek. Imhotep neemt wraak en onterft zijn complete familie, behalve Nofret. Wanneer Nofret dan niet veel later wordt vermoord door haar van een klif te gooien, heeft zowat iedereen van de familie wel een motief.
Ook Satipy komt ten val op diezelfde klif wanneer ze daar wandelt met Yahmose. Volgens de bevolking was dit de wraak van Nofrets geest. Niet veel later worden ook Yahmose en Sobek ziek na het drinken van giftige wijn waaraan Sobek uiteindelijk steft. Een van de slaven beweert de geest van Nofret te hebben gezien.
Kameni vraagt Renisenb ten huwelijk. Omdat zij niet weet wat te doen, raadpleegt ze hun adviseur Hori die op zijn beurt raad vraagt bij Imhotep. Hij is voor dit huwelijk waardoor Renisenb ook instemt. Ze begint stilaan te beseffen dat haar relatie met Nofret eigenlijk beter is dan ze dacht. Hori en Esa, de blinde moeder van Imhotep, zijn ervan overtuigd dat niet een geest, maar wel een mens de moorden pleegde en starten een onderzoek. Ipy overtuigt zijn vader om Henet te ontslaan. De volgende dag wordt het lichaam van Ipy in de vijver gevonden. Esa geeft haar mening over wie verantwoordelijk is voor de dood van Satipy en wordt daarop vergiftigd hoewel een voedselproever de test doorstond.
Renisenb en Hori gaan terug naar de klif. Daar vinden ze Yohmose. Daar tracht Yohmose, met een enorme haat in zijn ogen, Renisenb te vermoorden. Hij heeft een gif ingenomen waardoor hij moordzuchtig wordt hopende het familiehoofd te worden. Hori kan Yohmose uitschakelen. Renisenb beseft dat ze verliefd is op Hori en stopt haar verloving met Kameni.